# Jereicopsis graphidophora
Jereicopsis graphidophora är en svampdjursart som beskrevs av Claude Lévi 1983. Jereicopsis graphidophora ingår i släktet Jereicopsis och familjen Azoricidae.
Artens utbredningsområde är havet kring Nya Kaledonien. Inga underarter finns listade i Catalogue of Life.